# Canthidium pseudoperceptibile
Canthidium pseudoperceptibile är en skalbaggsart som beskrevs av Kohlmann och M. Alma Solis 2006. Canthidium pseudoperceptibile ingår i släktet Canthidium och familjen bladhorningar. Inga underarter finns listade.